# Millettia mavoundiensis
Millettia mavoundiensis är en ärtväxtart som beskrevs av François Pellegrin. Millettia mavoundiensis ingår i släktet Millettia och familjen ärtväxter. Inga underarter finns listade i Catalogue of Life.